# Santa Úrsula
Santa Úrsula – gmina w Hiszpanii, w prowincji Santa Cruz de Tenerife, we wspólnocie autonomicznej Wysp Kanaryjskich, o powierzchni 22,59 km². W 2011 roku gmina liczyła 14 374 mieszkańców.